# 結城光流
結城光流（ゆうき みつる、8月21日 - ）は日本の小説家。2000年に『篁破幻草子』で角川ティーンズルビー文庫よりデビュー。現在、角川ビーンズ文庫にて『少年陰陽師』シリーズを連載中。

## 人物
- 8月21日生まれのO型。愛犬は白の柴犬。紅茶と宝石と万年筆と中島みゆきと織田裕二をこよなく愛す。そして声優の野島昭生の大ファン。それゆえに、『篁破幻草子』のドラマCD化に際して、主人公・小野篁と禁鬼を束ねる雷信（篁の双児の兄・筱）の父・岑守役に野島昭生が起用され、大いに喜んだ。
- 『少年陰陽師』ドラマCDおよびBGM、『篁破幻草子』ドラマCDおよびBGMもこよなく愛している。そして獣系のキャラクターに弱く、『少年陰陽師』第1巻表紙イラストのもっくんにノックアウトされたらしい（あとがきより）。ポケモンのヘイガニとヒトカゲが大好き。
- 『少年陰陽師』の命令形タイトルを考えるのに毎回苦労しているようで、各巻の表紙の折り目では担当N崎（現在はH部）との会話でああでもないこうでもないと、たびたびもめている会話が書かれている。命令形ではないタイトルは短編集でしか使わないと決めている。が、少々早まったかと少し後悔しているらしい。
- 『篁破幻草子 六道の辻に鬼の哭く』は5年間暖めてきたタイトルらしい。
- 『篁破幻草子』のタイトルは、3巻からすべて「く」で終わるが作者曰く《全部「く」で終わったらなんかいいじゃないか》ということで付けられたらしい。
- 自身のキャラクターによく愛称をつけており、N崎も言われると戸惑うことが多いのだとか（『少年陰陽師』であれば六合に旦那。敏次にとっしーなど）。
- 京都が大好きで月に1度は必ず訪れるらしく、『少年陰陽師』、『篁破幻草子』関連の場所にも時間があれば訪れる（晴明神社には必ず足を運ぶようだ）。その際にドラマCD出演者にお土産を買うことも多い。
- 『少年陰陽師』の音声化されたものを聴いてから、窮奇役の若本規夫の声に惚れ込んでしまい、自身の作品ながら彼を倒してしまった昌浩を恨んでいるらしい。前記のラジオに若本がゲストとして登場した回には、ラブコールをメールで送っていた。
- 業界内でも原稿を書くのが早いと言われている。
- 東日本大震災チャリティ同人誌「pray for Japan」に書き下ろし小説を上梓した。

## 作品
角川つばさ文庫
- 『少年陰陽師』シリーズ
- 『初恋ストーリーズ   キュン・としちゃう、5つのLOVE物語』

角川ビーンズ文庫
- 『少年陰陽師』シリーズ
- 『篁破幻草子』シリーズ - 完結済（作者のデビュー作）
- 『モンスター・クラーン』シリーズ

角川文庫
- 『少年陰陽師』シリーズ
- 『吉祥寺よろず怪事請負処』シリーズ

富士見L文庫
- 『シャーロック・ホームズを読んだことのない俺、目が覚めたらコナン・ドイルでした』

単行本
- 『我、天命を覆す 陰陽師・安倍晴明』
- 『その冥がりに、華の咲く 陰陽師・安倍晴明』
- 『白き面に、囚わるる　陰陽師・安倍晴明』
- 『いまひとたびと、鳴く鵺に　陰陽師・安倍晴明』
- 『吾が身をもって、叶えよと 陰陽師・安倍晴明』

コミック原作
- 『暁の誓約＜ゲッシュ＞』
- 『守り刀のうた －守り刀の一文字－』（漫画：サカノ景子、『花とゆめ』2024年10・11合併号[3] - 2024年20号[4]）

## 出演

### ネット配信
- 『少年陰陽師・彼方に放つ声をきけ～略して孫ラジ』（第2回、第79回、第114回ゲスト）